# Al-Ghazali
Abu Hamid ibn Muhammad al-Ghazālī (Toes, Khorasan) - 1058 verm. Nisjapoer of Toes, 19 december 1111) was een Perzische moslim, jurist en Mujaddid imam. In het Westen staat hij bekend als Algazel. Hij draagt als enige islamitische geleerde de titel Hoeddjat al-islaam (bewijs van de islam) en wordt gezien als een van de grootste islamitische geleerden aller tijden. Zijn invloed op de Arabische filosofie wordt weleens vergeleken met de invloed van de scholastische filosoof Thomas van Aquino op de christelijke filosofie.

## Biografie
Al Ghazali werd geboren als Mohammed bin Ahmad Et-Toesi. Hij had een oudere broer Ahmed Jamal ed-Din en een onbekend aantal zussen. Hun vader was een ongeletterde wolspinner met belangstelling voor theologie. De broers waren nog jong toen hun vader stierf, en Mohammed leerde schrijven bij een soefistische voogd. Daarna werden ze toegelaten tot een van de plaatselijke madrassas, waar ze studeerden onder Sheik Ali Ahmed bin Mohammed Ar-radhakani. Hun moeder leefde lang genoeg om haar zoons beroemd te zien worden in Bagdad.
De volgende verwijzingen naar Al Ghazali plaatsen hem in Gorgan, waar hij studeerde bij Abu Nasr Al-Ismaili, en in Nisjapoer, waar hij de lessen volgde van de befaamde imam Al-Haramayn en van de soefist Al-Faramdhi.
In theologie werd hij vooral geschoold door de Djoewayni.
In 1085 voegde hij zich bij het hof van sultan Malik Sjah I van de Seltsjoeken in Bagdad. Onder vizier Nizam al-Moelk kwamen de cultuur en wetenschappen aan dit hof tot grote bloei. In 1092 werd hij tot docent benoemd in sjafitisch recht aan de Nizamiyyah in Bagdad. Nadat in 1092 de sultan stierf, verviel het Seltsjoekenrijk in chaos.

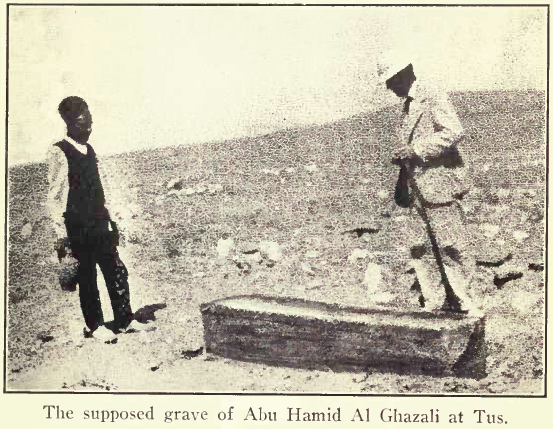
Het vermeende graf van Al-Ghazali
(1920), A Moslem seeker after God, Samuel Marinus Zwemer

In 1095 kreeg Ghazali volgens de overlevering een zenuwinstorting. Ghazali werd gekweld door de mogelijkheid zijn geloof te verliezen. Ghazali zou later uitleggen dat hij wel veel over God wist, maar God zelf niet kende. Hierna leefde Ghazali tien jaar teruggetrokken op verschillende plaatsen in het Midden-Oosten, waaronder Jeruzalem. Hij concentreerde zich in die periode vooral op de wetenschap van Tasawwuf, de islamitische spiritualiteit. Hij verdedigde volgens Ninian Smart het voor moslims vaak extreme taalgebruik van soefi's. Je mocht volgens Al-Ghazali hun uitspraken over hun identificatie met God of de Waarheid nooit letterlijk nemen, maar integendeel bezien als metafoor. Als ze uit hun religieuze extase terugkeerden, zouden soefi's de scheiding tussen God en mens altijd erkennen, hoe dicht ze volgens hun mystieke beleving ook bij God waren.
Zijn boek Ihjaa' 'oloem al-dien (De herleving van de religieuze wetenschappen) had een enorm effect op latere generaties moslims. De kern van dat boek is dat gebeden en rituelen de mens directe kennis van God kunnen bieden. Theologische argumenten (kalam) en falsafa kunnen geen zekerheid verschaffen over God.
In 1106 aanvaardde hij een docentschap in fikh in Nisjapoer op uitnodiging van vizier Fachr al-Moelk. Ghazali trok zich echter al snel opnieuw terug en stierf in 1111 in Toes.

## Invloed op de islamitische wetenschappen
Al-Ghazali heeft cruciale invloed uitgeoefend op de ontwikkelingen in de islamitische gebieden.
Paradoxaal genoeg is deze invloed deels omgekeerd aan de invloed die de islamitische filosofen (met name Averroes) uitgeoefend hebben op Europa, waar ze een duidelijke bijdrage aan de renaissance hebben geleverd. Al-Ghazali, die wel het 'zegel der filosofen' wordt genoemd, heeft met zijn bekendste werk "De verwarring der filosofen" ('Tahafut al falasifa'), dat wordt beschouwd als een keerpunt in de islamitische filosofie, de verandering in de islam ingeleid. In dit werk wordt door Al-Ghazali de causaliteit (wet van oorzaak en gevolg) als onjuist verklaard: alles wat er gebeurt, geschiedt volgens de regels van de predestinatie door de wil en de hand van God en causaliteit is slechts schijn. Onderzoek ernaar is derhalve verspilling van intellect. Intellect dient aangewend te worden om de goddelijke wetten, de sharia, uit de Koran, soenna en Hadith af te leiden (fikh) ook is het zo dat Wetenschap en logica iets goeds zijn, maar de Koran en de soenna hebben wel de voorkeur, het doen van wetenschappelijk onderzoek is goed. Zo lang dat niet altijd nodig is om ergens in te geloven, het bestaan van God kan met wetenschappelijk onderzoek feitelijk niet zo worden verklaard. (Misschien wel met verzen uit de Koran over biologie, wiskunde, geneeskunde en sterrenkunde, maar niet met letterlijk onderzoek.) Bijvoorbeeld: je gaat God niet zomaar zien. Fakhr Din Razi (1149-1209) zal deze integratie van theologie en filosofie voortzetten.
Ofschoon Al-Ghazali wordt gezien als degene die met behulp van de aristotelische logica de kalam (de systematische islamitische theologie) trachtte te verbeteren, wees hij Griekse filosofen als Socrates, Plato en Aristoteles af als ongelovigen en noemde degenen die alleen van hun ideeën uitgingen corrumpeerders van het islamitische geloof. Zij moesten volgens Al Ghazali eerst in de islam geloven en daarna pas (als iets in overeenstemming was met de Koran) dingen van Griekse schrijvers aannemen. Al-Ghazali's werk 'De verwarring van de filosofen' tracht de contradicties te laten zien tussen de vele filosofische schrijvers en ideeën over God om zo aan te tonen dat God langs puur rationele weg niet kenbaar is.
In de volgende eeuw heeft Averroes een uitgebreide repliek geschreven op Ghazali's 'Verwarring' genaamd "De Verwarring van de Verwarring" ('Tahafut at-Tahafut'). Zijn werken werden echter in de Arabische gebieden gecensureerd en verbrand en hijzelf werd verbannen naar Marokko. De epistemologische koers van de islamitische gedachtewereld was reeds definitief bepaald door Al-Ghazali.
De invloed van Al-Ghazali als anti-rationalist in de moderne tijd is nog steeds zo groot dat Atatürk in de jaren 1920 zijn werken in Turkije verbood.

## Overzicht van werken
Al-Ghazali schreef over een breed scala van wetenschappen zoals die in zijn tijd werden opgevat, met ingebrip van theologie, filosofie, soefisme, jurisprudentie en logica.
Kalam, "Redder uit de dwaling"
- al-Munqidh min al-dalal, "Verlossing van dwaling"
- al-1qtisad fi'I-i`tiqad
- al-Risala al-Qudsiyya
- Kitab al-arba'in fi usul al-din
- Mizan al-amal

Soefisme
- Ihya ulum al-din, "De herwaardering van de religieuze wetenschappen", waarschijnlijk Ghazali's belangrijkste boek.
- Kimiya-yi sa'adat, "De alchemie van geluk"
- Mishkat al-anwar, "De nis van lichten"
- "Mukashafat-ul Kulub","Ontdekking van de harten"

Filosofie
- Maqasid al falasifa, "De intenties van de filosofen"
- Tahafut al falasifa, "De tegenspraak der filosofen", waarschijnlijk Ghazali's bekendste boek.

Fiqh
- al-Mustasfa min ilm al-usul
- Nasiehat al-moeloek, "Advies aan koningen" (soms wordt betwijfeld of dit van Ghazali is)

Logica
- Miyar al-ilm, "De standaardmaat van kennis"
- al-Qistas al-mustaqim, "De juiste balans"
- Mihakk al-nazar f'l-mantiq, "De toetssteen van bewijs in de logica"